# 魏景湣王
魏景湣王（?—前228年），又稱魏景愍王、魏景閔王，簡稱魏景王、魏閔王、魏愍王等，原名魏增，字午，魏安王之子。魏景湣王元年（前242年）秦拔魏二十城，以為秦東郡。魏景湣王遣人出使趙國，與其結盟，並提出抗秦合縱。趙、韓、魏、楚、燕組成聯軍，共推趙將龐煖為帥。魏景湣王十二年（秦王政十六年，公元前231年），魏景湣王向秦国献地，秦国设置丽邑。魏景湣王十五年（前228年）景湣王死，其子魏王假即位。

## 影视形象
- 2020年上映的电视剧《大秦帝国之天下》中，魏景湣王由张风饰演。

## 在位年與西曆對照表
| 前任： 父魏安王 | 魏国君主 前242年—前228年 | 繼任： 子魏王假 |